# Područje bez signala (televizijska serija)
Područje bez signala hrvatska je dramska serija koja se od 27. prosinca 2021. do 31. siječnja 2022. godine emitirala na programu HTV 1. Redatelj serije je Dalibor Matanić, a producent Ankica Jurić Tilić. Serija je snimljena u produkciji Kinorama za HRT, i koprodukciji srpske produkcijske kuće Sense Production, slovenske Perfo Production te finske Citizen Jane. Temelji se na istoimenom romanu Roberta Perišića.
Serija je 31. kolovoza 2021. imala svjetsku premijeru na festivalu televizijskih serija, "Series Mania" u francuskom gradu Lilleu.
Snimanje serije počelo je 30. rujna u Dugoj Resi, a osim u Hrvatskoj, snimalo se u Finskoj i u Tunisu. 
U Srbiji serija se emitirala od 19. veljače 2022. na RTS-u, a kasnije u 2022. počet će se emitirati u Sloveniji na jednom od televizijskih programa Pro Plusa.
2023. se emitira na francuskom i na njemačkom programu Arte i na streaming platformi Arte.tv pod naslovom The Last Socialist Artefact.

## Pozadina radnje
Dvojica Zagrepčana, poduzetni Oleg i njegov samozatajni bratić Nikola, dolaze u zabačeni gradić Nuštin kako bi pokrenuli odavno propalu tvornicu turbina u kojoj je nekoć bila zaposlena većina (danas uglavnom odseljenih ili nezaposlenih) mještana. Cilj je marokanskom naručitelju isporučiti turbinu kakva se danas više nigdje ne proizvodi. Unatoč inicijalnom otporu i preprekama, stvari se počinju pokretati, ali se otvaraju i stari sukobi i traume.

## Glumačka postava
- Rene Bitorajac kao Oleg, poduzetnik, Nikolin bratić
- Krešimir Mikić kao Nikola, nezaposleni inženjer, direktor Olegov bratić
- Jovana Stojiljković kao Šeila, kustosica, radi u tvornici kao prevoditeljica
- Izudin Bajrović kao Janda, inženjer i bivši sindikalni vođa
- Goran Bogdan kao Branoš, predradnik
- Tihana Lazović kao Lipša, konobarica
- Slavko Štimac kao Ragan, šerif
- Stipe Radoja kao Erol, Raganov otuđeni sin
- Lana Barić kao Tanja
- Rada Mrkšić kao Nada, Šeilina teta
- Trpimir Jurkić
- Goran Marković
- Milena Zupančič
- Anđela Ramljak
- Marko Mandić

## Nagrade
2022. – Srce Sarajeva
- Izudin Bajrović – za Najboljeg glavnog glumca u dramskoj seriji
- Lana Barić – za Najbolju epizodnu ulogu nagrađena je glumica u dramskoj seriji
- Dalibor Matanić – za Najbolju režiju za epizodu – dramska serija
- Hana Jušić, Jelena Paljan i Milan F. Živković – za Najbolji scenarij za epizodu – dramska serija

2021.
- Series Mania, Lille, Francuska - Grand Prix za najbolju seriju u programu International Panorama
- Seriencamp Festival, München, Njemačka - Nagrada publike

## Emitiranje
| Zemlja    | TV mreža | Premijera           | Kraj                |
| --------- | -------- | ------------------- | ------------------- |
| Hrvatska  | HTV 1    | 27. prosinca 2021.  | 31. siječnja 2022.  |
| Hrvatska  | HTV 3    | 6. veljače 2022.    | 13. ožujka 2022.    |
| Srbija    | RTS      | 19. veljače 2022.   | 26. ožujka 2022.    |
| Slovenija | Voyo     | 28. studenoga 2021. | 28. studenoga 2021. |
| Francuska | Arte     | 2023.               | 2024.               |
| Njemačka  | Arte     | 2023.               | 2024.               |

## Vanjske poveznice
- Službena stranica Kinorama
- Područje bez signala u internetskoj bazi filmova IMDb-a